# Abantiades aphenges
Abantiades aphenges là một loài bướm đêm thuộc họ Hepialidae, được Alfred Jefferis Turner mô tả lần đầu năm 1904 với danh pháp hai phần là Pielus aphenges. Tên của loài, aphenges, có nghĩa là "tối, mịt mù". Đây là loài đặc hữu của Úc, được tìm thấy tại New South Wales và Queensland.